# Ngware
Ngware è un villaggio del Botswana situato nel distretto di Kweneng, sottodistretto di Kweneng West. Il villaggio, secondo il censimento del 2011, conta 919 abitanti.

## Località
Nel territorio del villaggio sono presenti le seguenti 32 località:
- Bodile di 14 abitanti,
- Dikgonnye,
- Dinonyane di 63 abitanti,
- Diphudugodu,
- Ditshoswane di 5 abitanti,
- Ditshotlego,
- Kgamaz enezene di 12 abitanti,
- Kholo/Xholo di 9 abitanti,
- Lejobu (1&2) di 13 abitanti,
- Malwelwe2 di 3 abitanti,
- Marungwane di 35 abitanti,
- Masasabego di 32 abitanti,
- Masepa-A-Kukama di 7 abitanti,
- Matlotakgang di 6 abitanti,
- Matsane di 27 abitanti,
- Mmakgotsane/Setlhare di 73 abitanti,
- Mogothowadino di 14 abitanti,
- Mongabi,
- Mosejane,
- Nakatsakgama di 13 abitanti,
- Ngwamogware di 56 abitanti,
- Ngwarenyana di 30 abitanti,
- Ra-Moalosi(Farm camp 1&2) di 12 abitanti,
- Ramosetsanyana di 5 abitanti,
- Seisante di 73 abitanti,
- Sohulakgokong di 16 abitanti,
- Thipa-Kae-Baa di 7 abitanti,
- Thutlwamabolawa di 3 abitanti,
- Tswaedi di 23 abitanti,
- Xhabega di 11 abitanti,
- Xhaku di 19 abitanti,
- Zale